# Disney's River Country
Disney's River Country was het eerste waterpark op Walt Disney World Resort. Het park opende zijn deuren op 20 juni 1976 en werd op 2 november 2001 gesloten. Op 20 januari 2005 kondigde The Walt Disney Company aan dat River Country permanent gesloten zou blijven. River Country bleef 17 jaar verlaten, wegrottend en geleidelijk teruggewonnen door de natuur. De overblijfselen van River Country werden gesloopt op 20 april 2019, om plaats te maken voor de ontwikkeling van Reflections – A Disney Lakeside Lodge.

## Geschiedenis
Het park werd gebouwd aan de kust van Bay Lake vlak bij Discovery Island in Lake Buena Vista, Florida. River Country was onderdeel van Disney's Fort Wilderness Resort & Campground en sloot aan op zijn omliggende omgeving door de wildernis thema opgevuld met stenen en handgemaakte rotsblokken (gemaakt door dezelfde man die Big Thunder Mountain Railroad creëerde in Magic Kingdom).
Het werd omschreven als een "ouderwetse" zwemplas. De originele benaming voordat het werd gewijzigd was "Pop's Willow Grove" en werd gekenmerkt door een zanderige bodem en een unieke waterfilteringssysteem dat gebruik maakte van samenvloeiend water dat afkomstig was van het nabij gelegen Bay Lake. Het meer werd afgedamd wat een natuurlijk lijkend handgemaakte lagune creëerde. Het park was veel kleiner ten opzichte van de andere twee waterparken in het resort, Typhoon Lagoon en Blizzard Beach, die later gebouwd waren en vier keer zo groot waren als River Country. Gasten die verbleven in het Fort Wilderness Resort kregen korting in het park. Echter was het in het park veel minder druk dan in de andere twee waterparken.

## Attractielijst
Attracties waren o.a.:
- Whoop 'n' Holler Hollow, twee waterglijbanen van 79m en 49m lang die uitkwamen in Bay Cove.
- Bay Cove, een 2,000 m² groot meer met een zandbodem wat een bandenschommel, boomschommel, klimtouw en een T-barval huishield.
- Slippery Slide Falls, twee waterglijbanen die uitkwamen in Upstream Plunge
- Upstream Plunge, een 1,250 m³ zwembad.
- White Water Rapids, een 100 m lange tunnelrivier.
- Cypress Point Nature Trail, een tocht langs bomen die langs Bay Lake staan.